# Aquarela do Brasil

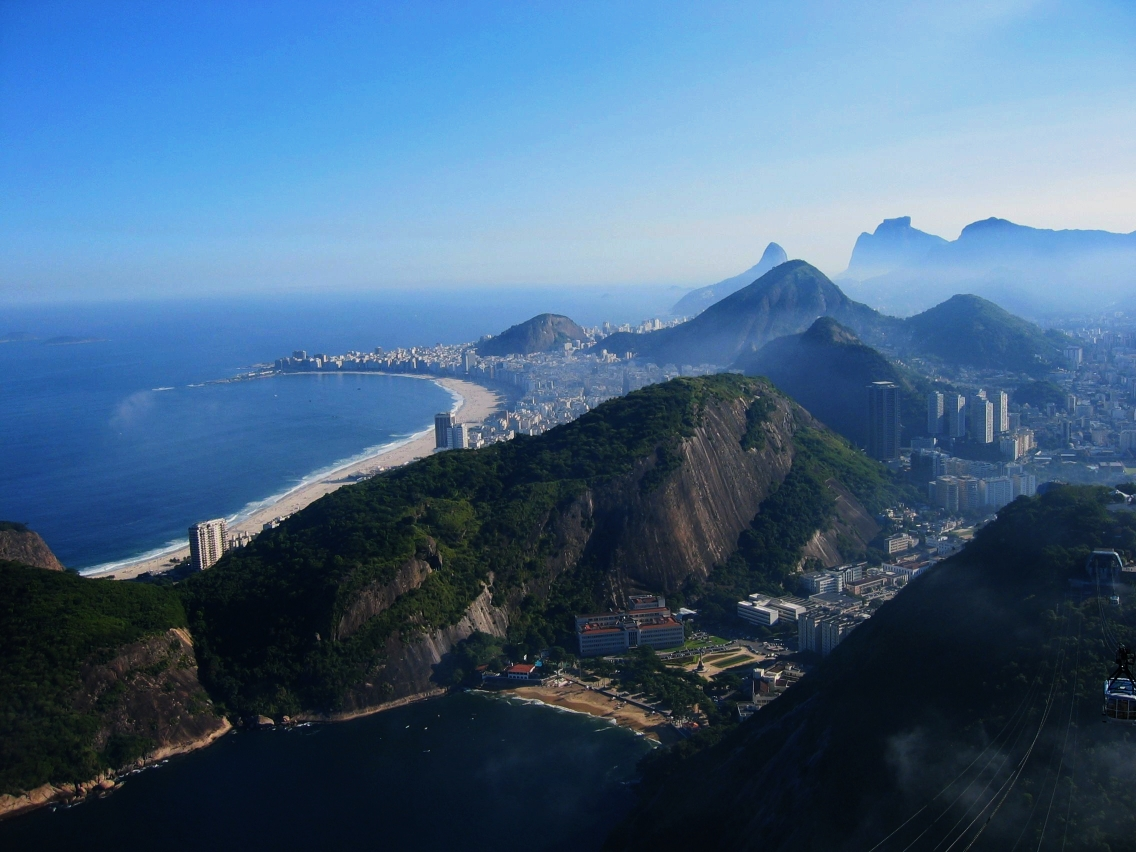
Rio de Janeiro vanaf de Suikerbroodberg.

Aquarela do Brasil (Aquarel van Brazilië) of Brazil is een van de populairste Braziliaanse liedjes aller tijden, geschreven door Ary Barroso in 1939 en een hymne voor Brazilië.
Het liedje dat een nieuwe stijl creëerde – de samba-exaltação – werd geschreven op een regenachtige nacht (cfr. aquarel) en voor het eerst vertolkt op 16 juni 1939 in de revue Entra na Faixa door Araci Cortes. Meer aandacht kreeg de vertolking door Cândido Botelho op 28 juni 1939 in de revue Joujoux e Balangandãs in een orkestraal arrangement van Radamés Gnattali.
Barroso vroeg eerst Aracy de Almeida om de plaat in te zingen, maar haar platenmaatschappij RCA Victor wilde niet instemmen met het orkestrale arrangement.
Cândido Botelho was kandidaat, maar werd gepasseerd door platenmaatschappij Odeon die in augustus 1939 begon met de opnames. Radamés Gnattali en zijn orkest stonden in voor het arrangement, en Francisco Alves zong het zes minuten durende Aquarela in.
Walt Disney merkte het nummer op in augustus 1941 bij een bezoek aan Brazilië en zorgde voor de eerste Amerikaanse opname op 4 september 1941. Eddy Duchin stond in voor het arrangement, en Tony Leonard zong de eerste versie van Brazil (in het Portugees). Disney gebruikte de muziek in de film Saludos Amigos (1942) en in het vervolg De Drie Caballeros (1944) waardoor een Engelse vertaling verscheen van de hand van S.K. Russell.
De eerste toptiennotering in de Verenigde Staten was in 1943 in een versie van Xavier Cugat die met het nummer aan de slag ging op 30 december 1941.
Van Aquarela do Brasil bestaan tientallen versies. Het nummer is bij verschillende gelegenheden verkozen tot beste Braziliaanse lied en het behoort nog steeds tot de meest gespeelde nummers in bars en restaurants.

## Bekendste versies
| Jaar | Artiest                      | Album                                           | Bron |
| ---- | ---------------------------- | ----------------------------------------------- | ---- |
| 1938 | Jimmy Dorsey & his Orchestra |                                                 |      |
| 1939 | Francisco Alves              |                                                 |      |
| 1947 | Django Reinhardt             | Quintette du Hot Club de France                 |      |
| 1957 | Frank Sinatra                | Come Fly With Me                                |      |
| 1958 | Bing Crosby                  | Fancy Meeting You Here                          |      |
| 1960 | Ray Conniff                  | Say It with Music (A Touch of Latin)            |      |
| 1963 | Paul Anka                    | Our Man Around the World                        |      |
| 1970 | Antonio Carlos Jobim         | Stone Flower                                    |      |
| 1970 | Erasmo Carlos                | Erasmo Carlos & Os Tremendões                   |      |
| 1975 | Elis Regina                  | A Arte de Elis Regina                           |      |
| 1973 | Banda Eletrica               | Banda Eletrica                                  |      |
| 1975 | The Ritchie Family           | Brazil                                          |      |
| 1976 | Chet Atkins                  | Guitar Monsters                                 |      |
| 1976 | João Gilberto                | Amoroso (later re-recorded in Live in Montreux) |      |
| 1980 | Gal Costa                    | Aquarela do Brasil                              |      |
| 1980 | Simone                       | Ao Vivo                                         |      |
| 1981 | Tav Falco's Panther Burns    | Behind The Magnolia Curtain                     |      |
| 1985 | Geoff Muldaur                | Brazil (original motion picture soundtrack)     |      |
| 1987 | Ney Matogrosso               | Pescador de Pérolas                             |      |
| 1990 | Harry Belafonte              | Around the World with the Entertainers          |      |
| 1997 | Pink Martini                 | Sympathique                                     |      |
| 1998 | Vengaboys                    | The Party Album                                 |      |
| 1995 | Dionne Warwick               | Aquarela do Brazil                              |      |
| 2000 | Rosemary Clooney             | Brazil                                          |      |
| 2002 | Cornelius                    | Point                                           |      |
| 2004 | Martinho da Vila             | Apresenta Mané do Cavaco                        |      |
| 2005 | Arcade Fire                  | Rebellion (Lies) (B-side)                       |      |
| 2005 | Daniela Mercury              | Balé Mulato                                     |      |
| 2005 | Plácido Domingo              | Lo Essencial de                                 |      |
| 2007 | Chick Corea & Béla Fleck     | The Enchantment                                 |      |

## Films
| Jaar | Film                           | Regisseur                                                                   |
| ---- | ------------------------------ | --------------------------------------------------------------------------- |
| 1942 | Saludos Amigos                 | Norman Ferguson, Wilfred Jackson, Jack Kinney, Hamilton Luske, Bill Roberts |
| 1943 | The Gang's All Here            | Busby Berkeley                                                              |
| 1944 | The Three Caballeros           | Norman Ferguson, Clyde Geronimi, Jack Kinney, Bill Roberts                  |
| 1948 | Sitting Pretty                 | Walter Lang                                                                 |
| 1956 | The Eddy Duchin Story          | George Sidney                                                               |
| 1976 | Silent Movie                   | Mel Brooks                                                                  |
| 1980 | Stardust Memories              | Woody Allen                                                                 |
| 1985 | Brazil                         | Terry Gilliam                                                               |
| 1998 | There's Something About Mary   | Farrelly brothers                                                           |
| 1999 | Three to Tango                 | Damon Santostefano                                                          |
| 1999 | Being John Malkovich (Trailer) | Spike Jonze                                                                 |
| 2003 | Carandiru                      | Héctor Babenco                                                              |
| 2003 | Something's Gotta Give         | Nancy Meyers                                                                |
| 2004 | The Aviator                    | Martin Scorsese                                                             |
| 2006 | Sicko                          | Michael Moore                                                               |
| 2007 | Bee Movie (Trailer)            | Steve Hickner                                                               |
| 2008 | WALL•E (Trailer)               | Andrew Stanton                                                              |

## Televisieprogramma's
| Jaar | Televisieserie   | Episode                                                                               |
| ---- | ---------------- | ------------------------------------------------------------------------------------- |
| 1996 | Dexter's Lab     | "Dimwit Dexter"                                                                       |
| 2002 | The Simpsons     | "Blame it on Lisa"                                                                    |
| 2007 | Vidas Opostas    | Theme song                                                                            |
| 2008 | Eli Stone        | Theme song en tijdens episode previews                                                |
|      | Sex and the City | als Charlotte per ongeluk een Braziliaanse bikiniwax krijgt.                          |
|      | SCTV             | als Mr Mambo, vertolkt door John Candy, verschijnt in het "Words to Live By" segment. |